# Schulentwicklungsplanung
Von Schulentwicklungsplanung spricht man, wenn Schulbehörden, also staatliche Schulämter sowie Schulträger, wie kreisfreie Städte oder Landkreise oder ein anderes den Schulträgern übergeordnetes Organ, langfristige Planungen für die bedarfsgerechte Entwicklung der schulischen Angebote in ihren Zuständigkeitsbereichen aufstellen. Solche gesetzlich pflichtige Planungsaufgaben haben in Deutschland ihre Rechtsgrundlage in Landesgesetzen (Schulgesetze der Länder) und können dementsprechend von Bundesland zu Bundesland verschieden ausfallen. Schulentwicklungspläne können durch die zuständigen Gemeindevertretungen bzw. Kreistage nach Beschlussfassung Rechtskraft erlangen. In den deutschen Stadtstaaten ist die Schulentwicklungsplanung Angelegenheit der Landesverwaltung.
Ziel der kommunalen Schulentwicklungsplanung in der äußeren Schulverwaltung ist die Sicherung des benötigten Schulraumes nach Richtlinienvorgaben und die Bereitstellung der Sachmittel (Ausstattung, Lehr- und Lernmittel), um ein leistungsfähiges Schulsystem zu ermöglichen. Auch die Gestaltung des Schulangebotes ist Aufgabe des Schulträgers: Die erforderlichen Gebäude und Sachmittel müssen rechtzeitig für den Unterricht zur Verfügung stehen. Über Prognosen der zu erwartenden Schülerzahlentwicklungen auf der Grundlage der amtlichen Schulstatistik und der Melderegisterdaten sollen notwendige Investitionen und organisatorische Maßnahmen bereits im Vorfeld erkannt werden, um rechtzeitig Entwicklungsprozesse einzuleiten. Dabei besteht zudem das Ziel, neben der quantitativen, auch eine bedarfsgerechte Bereitstellung von Schulplätzen zu erreichen. Dazu wird unter anderem das Anwahlverhalten sowie die Bildungsgangempfehlungen im Rahmen der Schulentwicklungsplanung analysiert.